# Capnia tumida
Capnia tumida är en bäcksländeart som beskrevs av Peter Walter Claassen 1924. Capnia tumida ingår i släktet Capnia och familjen småbäcksländor. Inga underarter finns listade i Catalogue of Life.